# وحدة أكمل (خطبة)

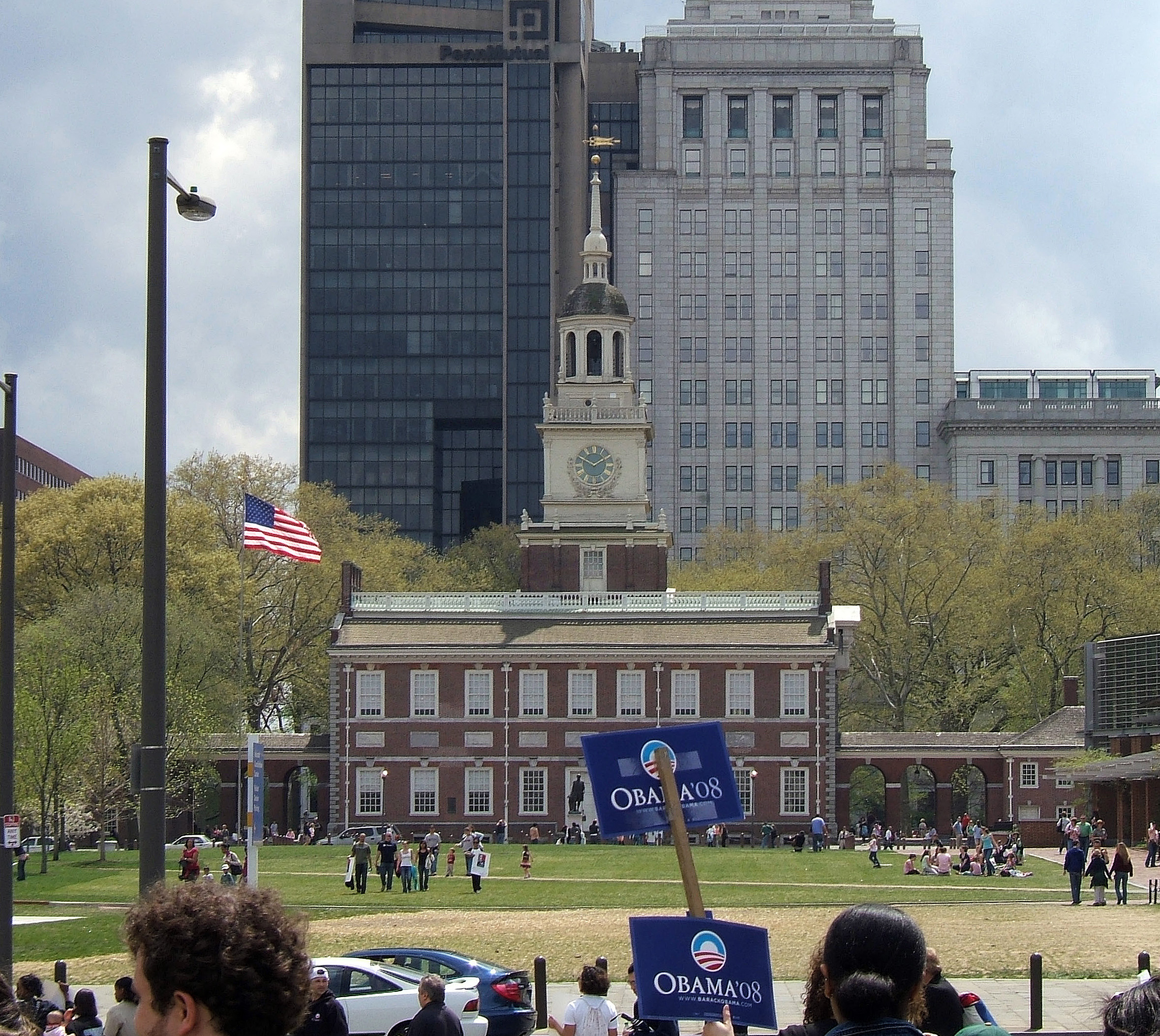
Whitehouse

«خطاب وحدة أكمل» (بالإنجليزية: A More Perfect Union)‏ اسم خطبة ألقاها رئيس الولايات المتحدة باراك أوباما (كان حينها سيناتور إلينوي) في 18 مارس 2008 في إطار السباق لمرشح الحزب الديمقراطي الرئاسي. ألقى أوباما الخطبة ردًا على تصريحات القس جيريميا رايت -أحد أنصار حملته- أمام حشد من الحضور في مركز الدستور الوطني في فيلادلفيا في ولاية بنسيلفانيا. أخذ عنوان الخطبة من مقدمة الدستور الأمريكي وركزّت على القضية العرقية في الولايات المتحدة.
تناول أوباما قضية التوتر العرقي ومزايا البيض والتمييز العرقي في الولايات المتحدة، وتحدث عن «غضب» السود و«استياء» البيض وغيرها من القضايا. ختم أوباما خطابه بدعوة لتجاوز «الجمود العرقي» ومعالجة المشاكل الاجتماعية المشتركة.
في 27 مارس قال مركز بيو للأبحاث عن هذه الخطبة أنه «يمكن القول أنها أكبر حدث سياسي منذ بدء الحملة وحتى الآن» مشيرًا إلى أن 85% من الأمريكيين قالوا أنهم سمعوا على الأقل شيءًا قليلًا على الأقل عن الخطبة وأن منهم 54% قالوا أنهم سمعوا الكثير عنها. بعد الانتخابات، قالت صحيفة ذا نيويوركر أن الخطبة ساعدت أوباما في الفوز في انتخابات الرئاسة الأمريكية.

## وصلات خارجية
- فيديو ونص للخطبة من موقع باراك أوباما الرسمي.